# Moïse Adilehou
Moïse Adilehou (Colombes, 1º novembre 1995) è un calciatore beninese, difensore del Laval e della nazionale beninese.

## Caratteristiche tecniche
È un difensore centrale.

## Carriera

### Nazionale
Il 25 marzo 2018 ha esordito con la nazionale beninese in occasione del match perso 1-0 contro la Mauritania.